# غلين كاميرون
غلين كاميرون (بالإنجليزية: Glenn Cameron)‏ هو محامي أمريكي، ولد في 21 فبراير 1953 في ميامي في الولايات المتحدة.

## وصلات خارجية
- غلين كاميرون على موقع مرجع كرة القدم المحترفة.كوم (الإنجليزية)